# 西敏橋
西敏橋（英語：Westminster Bridge）是一座位於英國倫敦的拱橋，跨越泰晤士河，連接了西岸的西敏市和東岸的蘭貝斯。英國國會、大本鐘及倫敦眼等名勝分列於橋的兩端。
本橋於1862年開通，以取代1750年時即已啟用的舊橋:p33。英格蘭遺產委員會在1981年時將此橋列為二級星登錄建築（Grade II*）。

## 歷史

### 第一代西敏橋

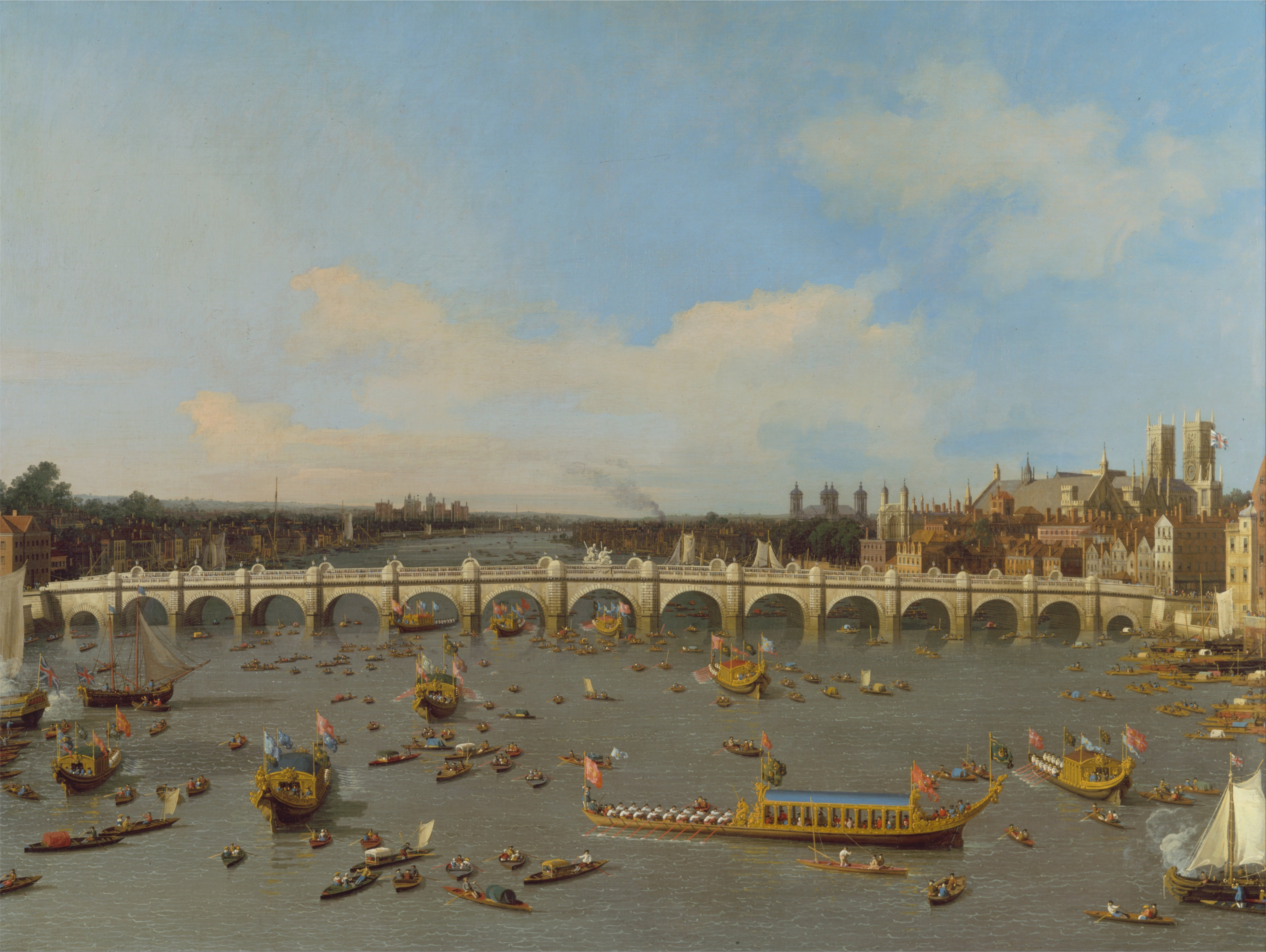
第一代西敏橋，1740年代

西敏橋的歷史最早可追溯至1664年，當時已有擬議在西敏橋的現址興建新橋，但遭到倫敦人的反對。1736年一份法案頒布後，當局組織了委員會，並發行每份5英鎊的獎券，籌妥造橋總經費所需的62.5萬英鎊。祖籍瑞士、歸化英籍的建築師——查爾斯·拉貝黎在1738年5月時成為橋樑設計者:p33。1739年開始設置橋墩時，拉氏選用了木製的大型沉箱，將他們安置到河床中，然後從內樹立石造橋墩。
1750年，西敏橋正式啟用，亦成為整個倫敦地區自倫敦橋開通後、第二座跨過泰晤士河的橋樑，兩者的登場年代足足相隔了540多年。與後者相比，西敏橋的長度多出了300英尺（91），建材則是波特蘭石，下有大型橋孔13座、小型橋孔2座，均呈半圓狀。舊倫敦橋拆除後，該橋的橋墩飽受嚴重的沖刷問題所苦，數位專案委員和土木工程界專家先後投入了橋體的修繕工作:p33。

### 第二代西敏橋

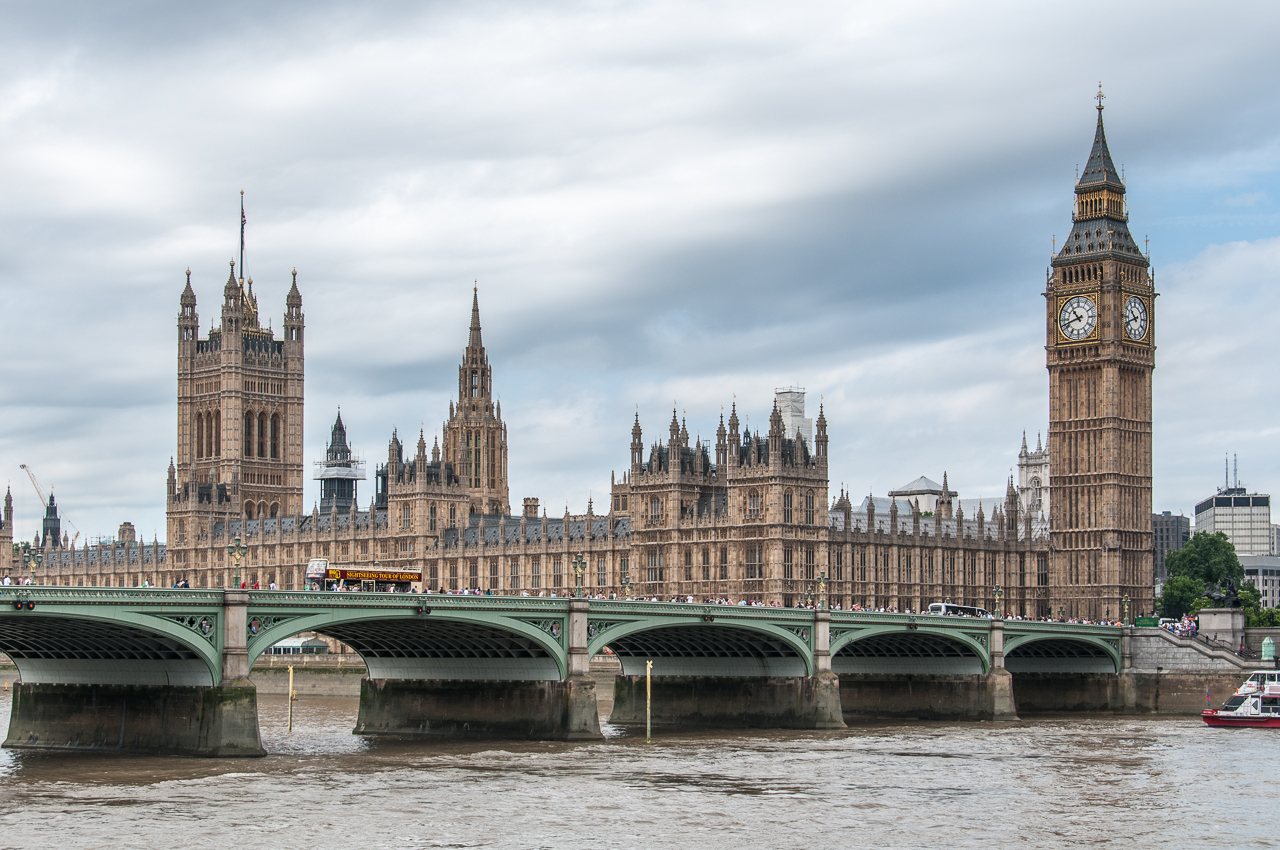
第二代西敏橋及後方的大笨鐘，2013年

到了19世紀中葉時，隨著西敏橋面臨的橋體結構問題，再加上國會廳舍——西敏宮正在進行重建，在該處設置新橋的迫切性也開始升高。英國工程師湯馬斯·佩吉負責新橋的規劃與設計，並由查爾斯·梅爾（C.J. Mare）開設的公司承建。但當工程作業於1854年5月展開後，梅爾的事業便於1855年9月垮台了，施工進度因而大大延宕:p34，整座橋直至1862年5月24日——維多利亞女王的43歲誕辰日——才通車啟用。
第二代西敏橋採用的是哥德式風格，以配合國會新樓的建築特色，並有7座拱狀的橋孔，最中央的橋孔跨度約130英尺（40），第三、第五座橋孔約125英尺（38），第二及第六座橋孔為115英尺（35），最外端的兩座橋孔則是100英尺（30）。橋面總寬58英尺（18），兩側的人行道寬度各約13英尺（4.0）:p34。橋體採用綠色漆面，原因是為了要和英國下院議場裡的綠色皮製長椅色調一致，而本橋及國會南側的蘭貝斯橋則漆成紅色，呼應國會廳舍南側的英國上院內所採用的紅色座席。然而，該橋預留給河道船隻通行的淨空高度，卻在泰晤士河諸橋之中敬陪末座。
1970年2月5日，英國文化遺產機構正式將西敏橋列入登錄建築，其級別在1981年3月27日時修正為「二級星」。2001年時，西敏橋的鋼拱和橫梁在一次船隻撞擊事件中受損。2003年起，倫敦交通局展開了本橋的翻新工程，改善項目從橋身損壞部位的補修，涵蓋到水面下的橋墩防護措施。由於該橋是倫敦最繁忙的行人橋兼公路橋之一，因此所有的修繕作業都是在離峰時段進行，以降低干擾。